# تريفور جيمس كونستابل
تريفور جيمس كونستابل (بالإنجليزية: Trevor James Constable)‏ هو كاتب ومؤلف أمريكي، ولد في 1925 في نيوزيلندا، وتوفي في 31 مارس 2016 في سان بدروس ‏ في الولايات المتحدة.

## وصلات خارجية
- تريفور جيمس كونستابل على موقع IMDb (الإنجليزية)
- تريفور جيمس كونستابل على موقع قاعدة بيانات الفيلم (الإنجليزية)